# Colchicum schimperi
Colchicum schimperi är en tidlöseväxtart som beskrevs av Victor von Janka och Stef. Colchicum schimperi ingår i släktet tidlösor, och familjen tidlöseväxter. Inga underarter finns listade i Catalogue of Life.